# 9921 Rubincam
A 9921 Rubincam (ideiglenes jelöléssel (9921) 1981 EO18) a Naprendszer kisbolygóövében található aszteroida. Schelte J. Bus fedezte fel 1981. március 2-án.